# Luis María de la Torre y de la Hoz
Luis María de la Torre y de la Hoz (Anaz, 24 de mayo de 1827-Madrid, 30 de julio de 1901) fue un abogado y político español, ministro de Gracia y Justicia durante la regencia de María Cristina de Habsburgo-Lorena.

## Biografía
Tras estudiar en el Real Seminario de Nobles y en el Colegio Borbón de París, se doctoró en 1849 en Derecho por la Universidad Central de Madrid.
Diputado en el Congreso desde 1858 por la circunscripción de Segovia, se retira de la política activa con la Revolución de 1868 no retornando a la misma hasta la Restauración cuando, representando al Partido Conservador, obtiene nuevamente un escaño por Segovia en las elecciones de 1876 aunque renunciaría al mismo al ser elegido senador vitalicio en 1877.
Fue ministro de Gracia y Justicia entre el 24 de octubre de 1899 y el 18 de abril de 1900 en un gabinete Silvela.
En 1875 recibió el título de conde de Torreanaz y entre otros ocupó los cargos de director general de Registros, consejero de Estado, gobernador del Banco de España (1899). Miembro de la Orden de Calatrava fue académico de la Real Academia de Ciencias Morales y Políticas y caballero maestrante de la Real Maestranza de Caballería de Ronda. 
Publicó varias obras entre las que destaca una en dos volúmenes: Los Consejos del Rey en la Edad Media.